# Prime -S.E.S The Best-
《Prime -S.E.S The Best-》은 대한민국의 3인조 걸 그룹 가수 《S.E.S.》가 일본에서 발매한 첫 번째 베스트 음반이다.

## 설명
- 오리콘 주간차트에서 최고순위 64위, 판매량은 3,750장을 기록했다.
- 일본 1집 앨범에 'Dreams Come True'를 한국어 버전 그대로 실은 것과 달리, 이번 앨범에서는 한국어곡을 전부 일본어로 번안하여 수록했다.
- 2번 트랙은 도입부에 바다의 애드립이 새로 추가되었다.

## 트랙 리스트
1. Twilight Zone (Japanese Version)
  - 작사: 関口深志 ■ 작곡: 유영진 ■ 편곡: 유영진
2. Shy Boy (Japanese Version)
  - 작사: TOMOHICO∞ ■ 작곡: 유영진 ■ 편곡: 유영진
3. I've been waiting for you (Japanese Version)
  - 작사: Aeon, 関口深志  ■ 작곡: 신성호 ■ 편곡: 신성호
4. (愛)という名の誇り (Single Version)
  - 작사: 요시키 마리코 / 작곡: 시마노 사토시 / 편곡: 시마노 사토시
5. 夢をかさねて
  - 작사: 시마노 사토시 / 작곡: 시마노 사토시 / 편곡: 시마노 사토시
6. T.O.P. (Twinkling of paradise)
  - 작사: 슈, 유영진 / 작곡: 유영진 / 편곡: 유영진
7. unh~HAPPY DAY
  - 작사: 쿠도 슌사쿠 / 작곡: 쿠도 슌사쿠 / 편곡: 쿠도 슌사쿠
8. めぐりあう世界
  - 작사: 시마노 사토시 / 작곡: 시마노 사토시 / 편곡: 시마노 사토시
9. Shining Star
  - 작사: 스즈키 모모코 / 작곡: 쿠도 슌사쿠 / 편곡: 쿠도 슌사쿠
10. Sign of Love
  - 작사: TOMOHICO∞ / 작곡: 高橋圭一 / 편곡: 高橋圭一, 山本隆一郎
11. 月の果てまで
  - 작사: 이와사토 유호 / 작곡: 미타케 아키라 / 편곡: 미타케 아키라